# Trnjane (Aleksinac)
Pour les articles homonymes, voir Trnjane.
Trnjane (en serbe cyrillique : Трњане) est une localité de Serbie située dans la municipalité d'Aleksinac, district de Nišava. Au recensement de 2011, elle comptait 1 258 habitants.
Trnjane est officiellement classé parmi les villages de Serbie.

## Démographie

### Évolution historique de la population
| 1948  | 1953  | 1961  | 1971  | 1981  | 1991  | 2002  | 2011  |
| ----- | ----- | ----- | ----- | ----- | ----- | ----- | ----- |
| 1 752 | 1 780 | 1 783 | 1 756 | 1 692 | 1 616 | 1 361 | 1 258 |

|  |